# Giuseppe Paggi
Giuseppe Paggi (Sali Vercellese, 18 dicembre 1890 – Piave, 18 giugno 1918) è stato un militare italiano, decorato di medaglia d'oro al valor militare alla memoria nel corso della prima guerra mondiale.

## Biografia
Nacque a Sali Vercellese, provincia di Vercelli, il 18 dicembre 1890, figlio di Giuseppe e Rosa Perino. Di professione bracciante agricolo, nell'ottobre 1910 fu chiamato a prestare servizio militare di leva nel Regio Esercito assegnato come soldato semplice al 12º Reggimento bersaglieri e fu congedato nel settembre 1913 con il grado di caporale maggiore. All'atto della mobilitazione generale in vista dello scoppio della guerra con l'Impero austro-ungarico, poi avvenuta il 24 maggio 1915, fu richiamato in servizio attivo, assegnato al IV Battaglione ciclisti del 4º Reggimento bersaglieri. Entrò in zona di operazioni nel settore dell'alto Isonzo, combattendo a Santa Lucia e Santa Maria di Tolmino. Trasferito nel settore di Monfalcone, di pertinenza della 3ª Armata, rimase due volte ferito e fu decorato con una prima medaglia di bronzo al valor militare per il coraggio dimostrato in combattimento a quota 85 di Monfalcone dal 6 all'8 agosto 1916. Il 16 settembre dello stesso anno fu decorato con la medaglia d'argento al valor militare a Nova Vas, per aver condotto un plotone all'attacco raggiungendo per primo la trincea nemica. Il 17 maggio 1917, nel corso della decima battaglia dell'Isonzo, fu decorato a Flondar con una seconda medaglia d'argento al valor militare, e nel novembre dello stesso anno, dopo l'esito negativo della battaglia di Caporetto, fu promosso aiutante di battaglia per merito di guerra. 
Il 18 giugno 1918, nel corso della battaglia del solstizio, rimase gravemente ferito a Cà del Bosco, nei pressi di San Bartolomeo sul Piave, ma non volle lasciare il campo di battaglia. Lanciatosi al contrattacco riuscì ad impadronirsi di una mitragliatrice rimasta senza serventi, e mentre si accingeva ad aprire il fuoco con essa cadde colpito a morte da una pallottola nemica. Con decreto luogotenenziale del 29 maggio 1919 fu insignito della medaglia d'oro al valor militare alla memoria.

### Fonti
1. 1 2 3 4 5 6 7  Combattenti Liberazione.
2. 1 2  Carolei, Greganti, Modica 1968, p. 98.
3. 1 2 3  Coltrinari, Ramaccia 2018, p. 88.
4. ↑  Coltrinari, Ramaccia 2018, p. 87.
5. ↑   PAGGI Giuseppe, Medaglia d'oro al valor militare, su Presidenza della Repubblica.